# Kralja Milana

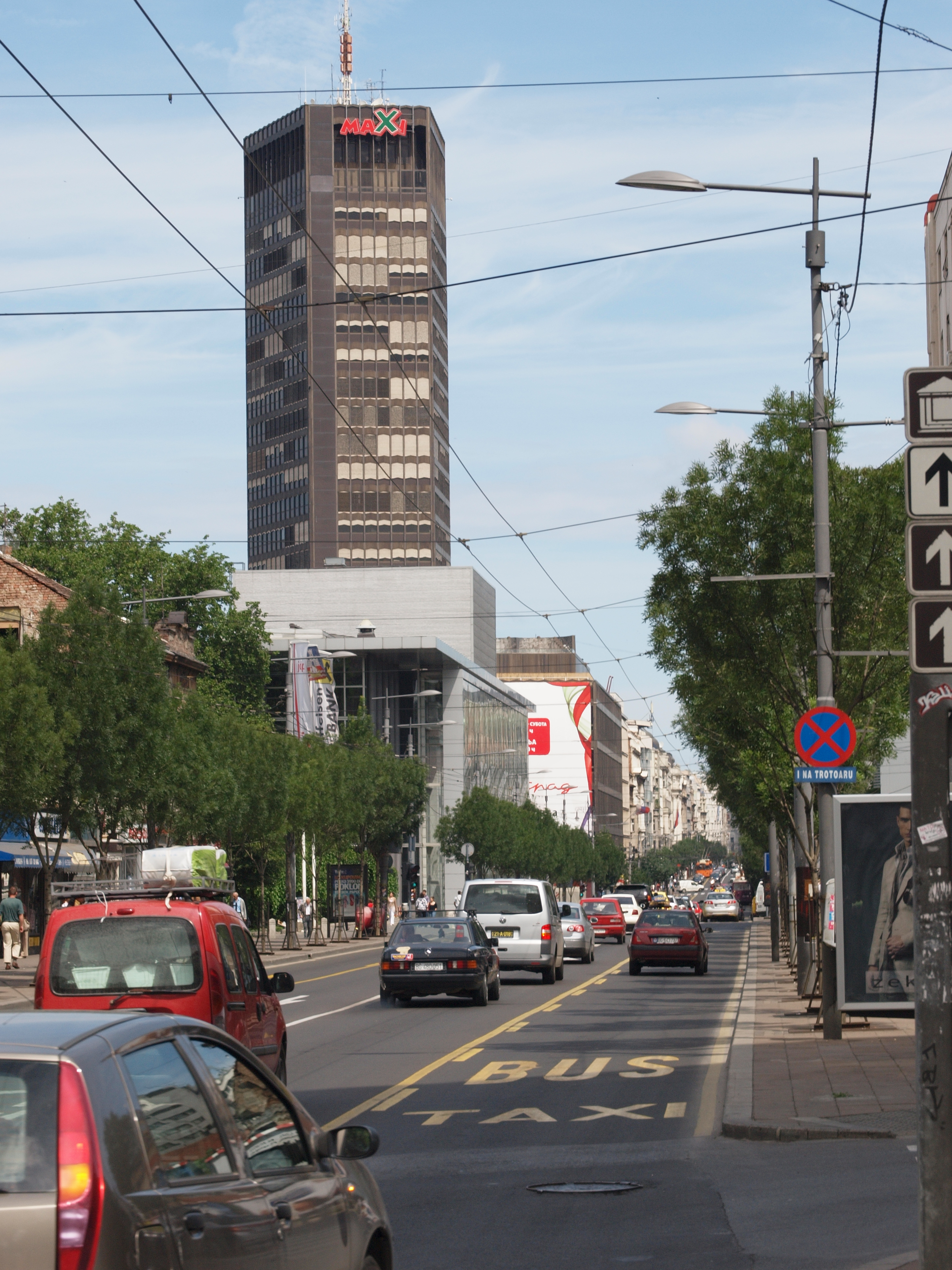
Kralja Milana

Kralja Milana è un'importante via di Belgrado (Serbia), dedicata a re Milan Obrenović IV di Serbia; il suo nome precedente era Srpskih vladara. Kralja Milana e  Kralja Aleksandra sono tra le principali strade della città.
In Kralja Milana si trovano lo Stari Dvor (il Palazzo Vecchio), il Teatro drammatico iugoslavo (Jugoslovensko dramsko pozorište) e la torre Beograđanka.